# ارژنگ امیرفضلی
ارژنگ امیرفضلی (زادهٔ ۱۳۴۹) بازیگر و کارگردان پیشین اهل ایران است. او فرزند حسین امیرفضلی، بازیگر و کارگردان قدیمی ایرانی است.
امیرفضلی فعالیت هنری خود را از سال ۱۳۶۷ در تئاتر با نمایش تجربه‌ای بر مسلم ابن عقیل به کارگردانی محمود عزیزی شروع کرد و کار خود را در تلویزیون با برنامهٔ نوروز ۷۲ به کارگردانی داریوش کاردان، در کنار مهران مدیری و حمید لولایی آغاز کرد. وی علاوه بر بازیگری سینما، تلویزیون و تئاتر، کارگردانی چند مجموعهٔ تلویزیونی را نیز در کارنامهٔ کار خود دارد. امیرفضلی بیشتر به‌عنوان یک کمدین شناخته می‌شود.
از آثار کارنامهٔ هنری وی می‌توان به بازی در فیلم‌های الو الو من جوجوام (۱۳۷۳)، جنگجوی پیروز (۱۳۷۷)، مربای شیرین (۱۳۸۰)، شارلاتان (۱۳۸۳)، شام عروسی (۱۳۸۴)، اخراجی‌ها ۱ (۱۳۸۵)، اخراجی‌ها ۲ (۱۳۸۷)، محاکمه در خیابان (۱۳۸۷) و افراطی‌ها (۱۳۸۸) اشاره کرد.
ارژنگ امیرفضلی در پی اعتراضات سراسری مربوط به مرگ مهسا امینی در ۵ مهر ۱۴۰۱ با گذاشتن پستی در اینستاگرام از دنیای بازیگری در سینما و تلویزیون خداحافظی کرد.

## فیلم‌شناسی

### فیلم‌های سینمایی

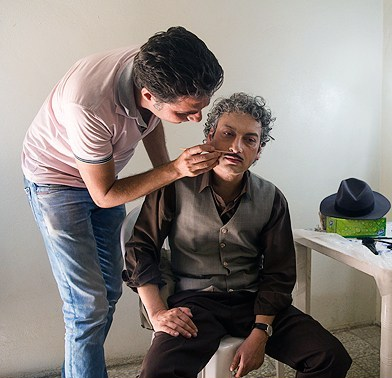

- پیشی میشی (۱۳۹۸)
- کاتیوشا (۱۳۹۶)
- داش اکل (۱۳۹۶)
- لازانیا (۱۳۹۶)
- شکلاتی (۱۳۹۵)
- قهرمانان کوچک (۱۳۹۵)
- چهار اصفهانی در بغداد (۱۳۹۴)
- آشوب (۱۳۹۴)
- تلخ اما شیرین (۱۳۹۲)
- دوازده صندلی (۱۳۹۰)
- دزدان خیابان جردن (۱۳۸۹)
- هر چی خدا بخواد (۱۳۸۹)
- افراطی‌ها (۱۳۸۸)
- دموکراسی تو روز روشن (۱۳۸۸)
- راز دشت تاران (۱۳۸۸)
- اخراجی‌ها ۲ (۱۳۸۷)
- از ما بهترون (۱۳۸۷)
- چشمک (۱۳۸۷)
- محاکمه در خیابان (۱۳۸۷)
- هم‌خانه (۱۳۸۷)
- اخراجی‌ها (۱۳۸۵)
- دو خواهر (۱۳۸۷)
- شام عروسی (۱۳۸۴)
- شارلاتان (۱۳۸۳)
- گرداب (۱۳۸۳)
- مربای شیرین (۱۳۸۰)
- جنگجوی پیروز (۱۳۷۷)
- الو! الو! من جوجوام! (۱۳۷۳)

### مجموعه‌های تلویزیونی
| سال         | نام              | سمت                                | کارگردان                   | توضیحات                                    |
| ----------- | ---------------- | ---------------------------------- | -------------------------- | ------------------------------------------ |
| در حال ساخت | سلمان فارسی      | بازیگر                             | داوود میرباقری             | (شبکه ۳)                                   |
| ۱۳۹۷        | هشتک خاله سوسکه  | بازیگر                             | محمد مسلمی                 | رسانه تصویری                               |
| ۱۳۹۷        | شش قهرمان و نصفی | بازیگر                             | حسین قناعت                 | شبکه تهران(۵)                              |
| ۱۳۹۶        | افسانه هزارپایان | بازیگر                             | شهاب عباسی                 | شبکه نسیم                                  |
| ۱۳۹۶        | محله گل و بلبل ۲ | بازیگر                             | احمد درویشعلی پور          | شبکه دو                                    |
| ۱۳۹۴        | محله گل و بلبل   | بازیگر در نقش نون خیلی خور         | احمد درویشعلی پور          | شبکه دو                                    |
| ۱۳۹۳        | سربه‌راه          | بازیگر                             | سعید سلطانی                | در نوروز ۱۳۹۴ پخش شد.                      |
| ۱۳۹۳        | خندوانه          | کمدین                              | رامبد جوان                 | شبکه نسیم                                  |
| ۱۳۹۱        | همه خانواده من   | بازیگر                             | داریوش فرهنگ               | در نوروز ۱۳۹۲ پخش شد.                      |
| ۱۳۹۱        | گلبهار           | بازیگر                             | ابراهیم معیری              | تهیه‌کننده پوران درخشنده.                   |
| ۱۳۹۱        | تهران پلاک ۱     | بازیگر                             | مهدی مظلومی                |                                            |
| ۱۳۹۰        | کسی خوابه؟       | بازیگر                             | سید جواد رضویان            | در نوروز ۱۳۹۱ پخش شد.                      |
| ۱۳۹۰        | خانه اجاره‌ای     | بازیگر                             | رامین ناصرنصیر             | سری اول                                    |
| ۱۳۹۰        | چمدان            | بازیگر                             | خسرو ملکان                 | پخش در رمضان ۱۳۹۱ از شبکه ۲                |
| ۱۳۸۹        | دانی و من        | کارگردان                           | ارژنگ امیرفضلی             | سری سوم، شبکه تهران                        |
| ۱۳۸۹        | تبریز در مه      | بازیگر                             | محمدرضا ورزی               |                                            |
| ۱۳۸۸        | تله‌فیلم لیموترش  | بازیگر                             | سید جواد رضویان            | شبکه ۱                                     |
| ۱۳۸۸        | سکه‌های شانس      | بازیگر                             | مجید تربتی فرد             | شبکه ۱                                     |
| ۱۳۸۸        | شمس‌العماره       | بازیگر                             | سامان مقدم                 |                                            |
| ۱۳۸۷        | دیدار            | بازیگر                             | سید جواد هاشمی             |                                            |
| ۱۳۸۶        | آرزوهای شیرین    | بازیگر                             | وحید حسینی                 | شبکه ۱                                     |
| ۱۳۸۶        | سلام             | محمدرضا فرزین                      |                            | شبکه تهران                                 |
| ۱۳۸۵–۱۳۸۴   | قشقرق            | بازیگر، نویسنده کارگردان هنری      | ارژنگ امیرفضلی             | کارگردان تلویزیونی: «مسعود فروتن»          |
| ۱۳۸۴        | قرارگاه مسکونی   | بازیگر                             | سید جواد رضویان            | در نوروز ۱۳۸۷ پخش شد.                      |
| ۱۳۸۱        | همینه            | بازیگر نویسنده کارگردان            | ارژنگ امیرفضلی             | برنامه کودک و نوجوان شبکه ۱                |
| ۱۳۸۱        | آتیه             | کارگردان                           | ارژنگ امیرفضلی             |                                            |
| ۱۳۸۱        | زنگ آخر          | بازیگر                             | نیما فلاح                  |                                            |
| ۱۳۸۱        | توی خونه         | کارگردان                           | ارژنگ امیرفضلی             |                                            |
| ۱۳۷۹        | تماشا ۷۹         | بازیگر                             | ؟                          | قطعات کوتاه طنز که از شبکه ۳ پخش می‌شد.     |
| ۱۳۷۹        | مثل زندگی        | نویسنده و بازیگر                   | بهروز بقایی                | برنامه کودک و نوجوان شبکه ۱                |
| ۱۳۷۹        | در شرح           | نویسنده و کارگردان                 |                            | ساخت کمدی تلخ برنامه در شهر شبکه پنج       |
| نوروزی‌ها    | نویسنده و بازیگر | بهروز بقایی                        |                            |                                            |
| ۱۳۷۸        | آقای حسابی       | بازیگر                             | بهروز بقایی                | کارگردان تلویزیونی: ساسان امیرپور / شبکه ۲ |
| ۱۳۷۸        | حرف تو حرف       | نویسنده و بازیگر                   | مهران غفوریان              |                                            |
| ۱۳۷۸        | این چند نفر      | نویسنده و بازیگر تا قسمت بیستم     | مهران غفوریان              | شبکه ۳                                     |
| ۱۳۷۸        | قصه‌های فلانی     | نویسنده و بازیگر و کارگردان        | ارژنگ امیرفضلی             |                                            |
| ۱۳۷۸–۱۳۷۷   | سلام کوچولو      | بازیگر                             | رضا ژیان سیما ایلخان       | برنامه کودک و نوجوان شبکه ۱                |
| ۱۳۷۷        | گل‌های ۷۷         | نویسنده و بازیگر                   | مهران غفوریان              | در نوروز ۱۳۷۸ پخش شد.                      |
| ۱۳۷۳        | ساعت خوش         | نویسنده و بازیگر و طراح و جری صحنه | مهران مدیری                | شبکه ۲                                     |
| ۱۳۷۲        | پرواز ۵۷         | بازیگر و نویسنده                   | مهران مدیری                | دهه فجر ۱۳۷۲ - شبکه ۳                      |
| ۱۳۷۲        | نوروز ۷۲         | بازیگر                             | داریوش کاردان مهرداد خسروی | شبکه ۱                                     |

### تئاتر
| سال  | نام تئاتر             | کارگردان     |
| ---- | --------------------- | ------------ |
| ۱۳۶۷ | مسلم ابن عقیل         | محمود عزیزی  |
| ۱۳۷۵ | آن سوی آینه           | آزیتا حاجیان |
| ۱۳۸۵ | یک زن و یک مرد        | آزیتا حاجیان |
| ۱۳۷۷ | گرگ و میش             | آزیتا حاجیان |
| ۱۳۸۷ | امادئوس موتسارت       | منیژه محامدی |
| ۱۳۸۸ | مقبره سنگی            | منیژه محامدی |
| ۱۳۹۷ | تبرئه شده             | منیژه محامدی |
| ۱۳۹۳ | شب بخیر کیارستمی      | علی احمدی    |
| ۱۳۹۵ | واگویه‌های عاشقانه     | نیما جوادی   |
| ۱۳۹۶ | رؤیای شب دهم اردیبهشت | میلاد جباری  |
| ۱۳۹۸ | مش اکبر و دخترانش     | اکبر عبدی    |
| ۱۳۹۸ | شانس در می‌زند         | امیر آسانی   |
| ۱۳۹۸ | نینوچکا               | سعید داخ     |

### شبکه نمایش خانگی
| سال  | نام سریال       | کارگردان          |
| ---- | --------------- | ----------------- |
| ۱۳۸۵ | فضانوردان       | سیامک انصاری      |
| ۱۳۹۶ | بالشها          | احمد درویشعلی پور |
| ۱۳۹۷ | هشتگ خاله سوسکه | محمد مسلمی        |